# シエスタ

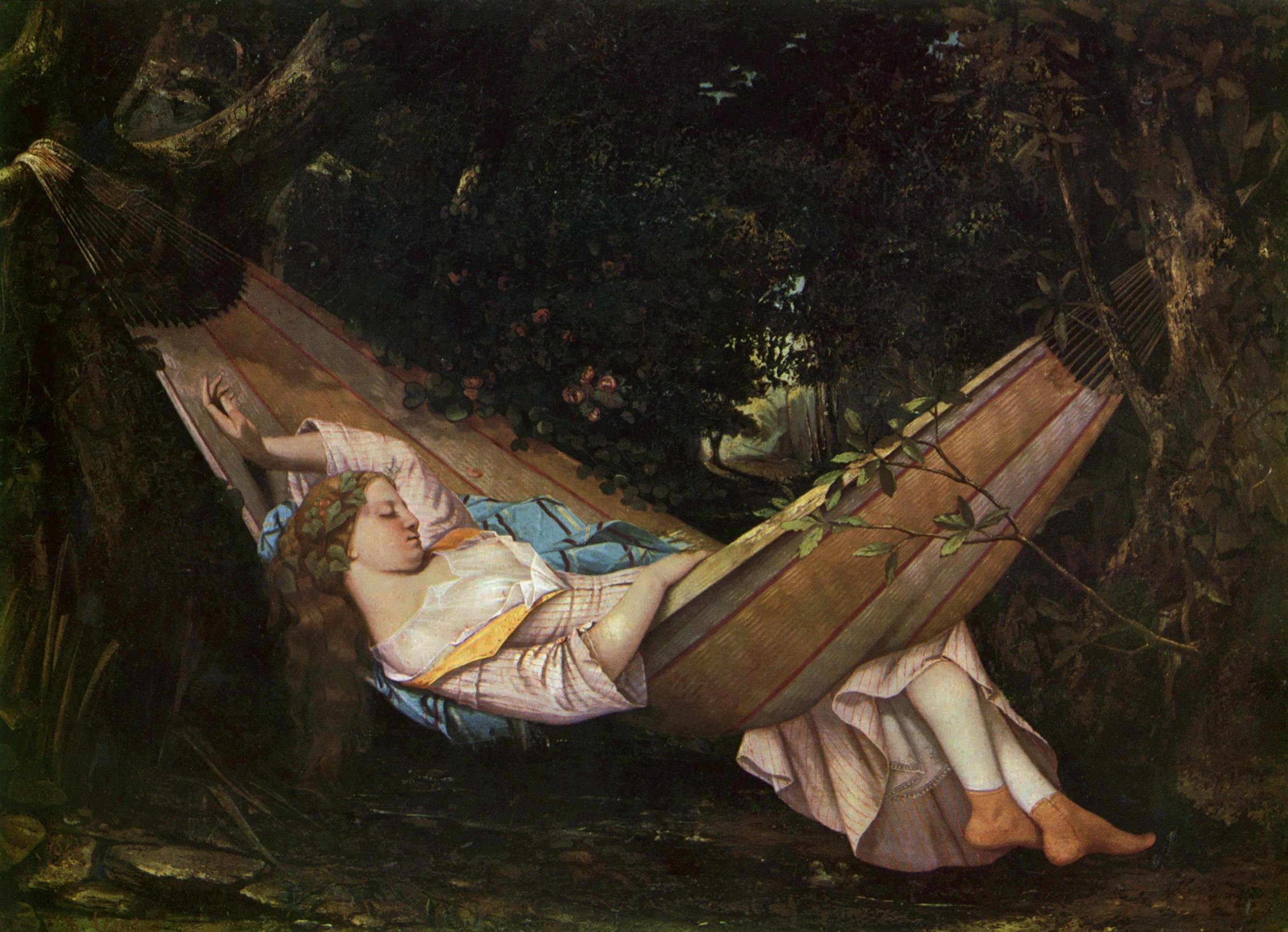
若い女性のシエスタ（『ハンモック』ギュスターヴ・クールベ画・1844年）

シエスタ（西: siesta）は、昼休憩（13:00 - 16:00が目安）を指す言葉であり、昼寝をしなくてもシエスタと呼ぶ。本来、siesta の言葉言葉は、ラテン語の hora sexta（第六時）における sexta を由来とする。すなわち日の出を基準として「第6時」（日の出から6時間後）、つまり、おおよそ正午辺りの時間帯の意味である。ポルトガル語では、同語源の語で sesta（セスタ）と呼ばれる。
siesta は単なる昼寝を意味するものではなく、長い昼休みに何をしてもよいということである。つまり、起きていてもsiesta である。

## スペインの習慣

### 典型的な生活様式

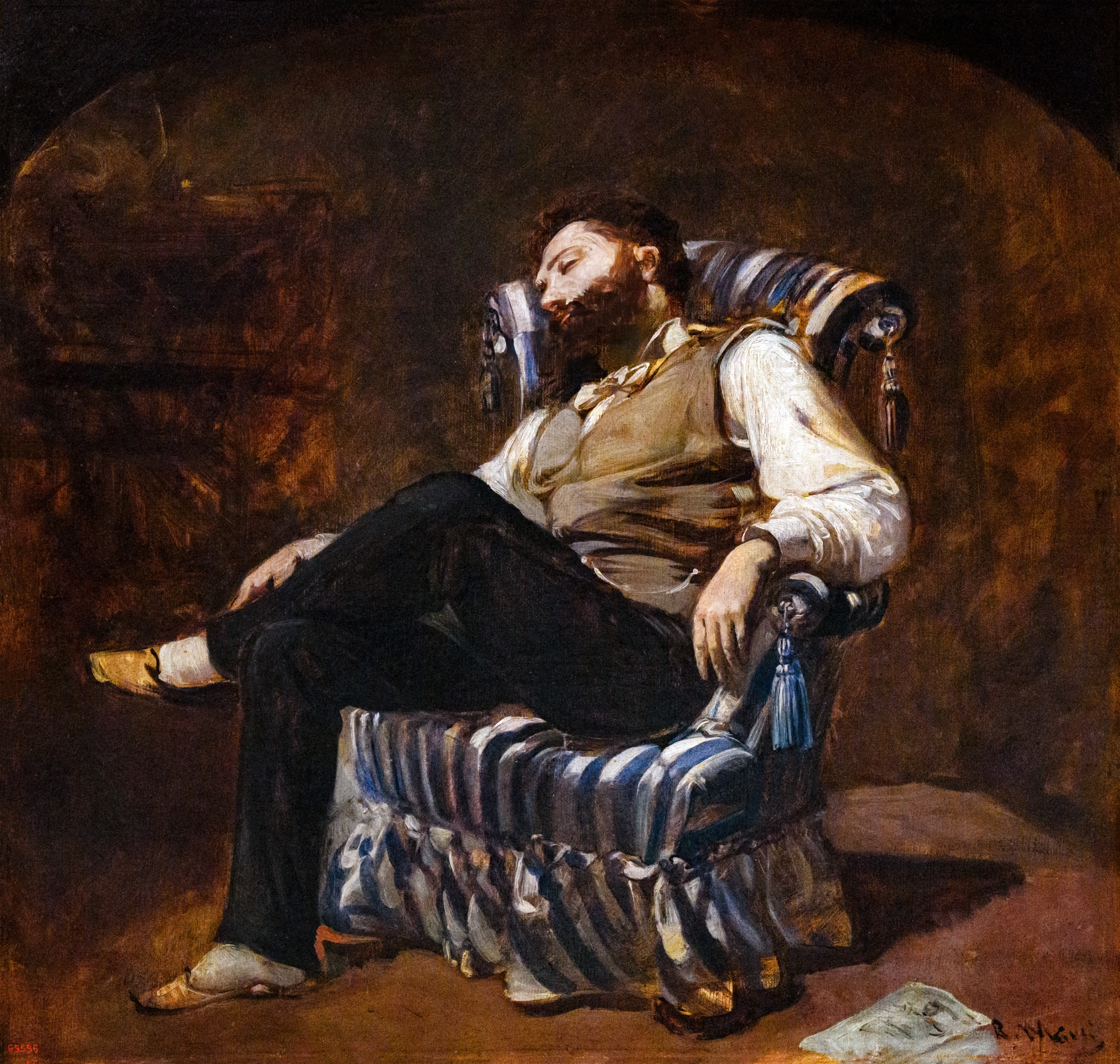
男性のシエスタを描いた画

伝統的なスペインの昼食の時間は、日本よりも遅い。しっかりした食事を摂った後に午睡となる。昼下がりの時間帯がシエスタ時間である。この時間帯（午後3時頃）は商店、企業、官公庁などの多くが休業時間となっており、しばしば事情を知らない外国人旅行者が戸惑うことになる。
オフィスワークの場合、シエスタの後は再び仕事に戻る。昼食と同様、夕食も日本よりも遅く、就寝時刻も遅い。しかし、朝は早い。つまり、シエスタをするからといって睡眠過多にはならない。睡眠時間の合計はシエスタなしの生活様式と大差ない。EU統合によって、北の諸国の習慣にあわせてシエスタの慣習を廃止する傾向がみられる。例えば、2006年1月1日よりスペインの公務員についてはシエスタ制度が廃止された。
スペインでは日差しを回避するために、以下に述べるような独自の習慣がある。
- 屋外競技の観客席は、試合中終始日陰になっている席（ソンブラ）が最も高く、試合途中から日陰になる席が次に高く（ソル イ ソンブラ）、試合中、終始日向の席（ソル）が最も安い（このような席料の違いは、昼間に開かれる闘牛でよく見られる）。このように日差しと席料に相関がある。そのため、全ての席が「日陰」となる日没後に収益性が最も高くなることからプロサッカー（リーガ・エスパニョーラ）の場合、日曜日であっても22時からのキックオフとなることがある（スペインは緯度が高いこと、中央ヨーロッパ時間を採用していること、サマータイムを採用していることから夏季は約2時間実際の時刻より早いため、日没の時刻は遅い）。また、選手の方も炎天下での試合は疲労が強くなるため、日没後の試合を望む傾向がある。
- 日差しが差し込む南向きの店舗は好まれない。日陰となる北向きの店舗の方が賃料が高い。ただし、外国人旅行者（ドイツ人など）はスペインに強い日差しを求めてやってくるため、保養地では南向きの店舗の方が高い。

## スペイン以外の例

### 日本
2011年（平成23年）3月11日に東北地方太平洋沖地震（東日本大震災）が発生すると、全国的に電力危機が生じた。このため岐阜県庁では、13:00 - 15:00における電力使用量を例年比で20%削減することを目指し、同年6月に節電を目的としたシエスタを導入した。兵庫県加古川市にある加古川中学校では、午後の授業に集中できるよう、シエスタ（お昼寝タイム）が導入されている。

### アルゼンチン
スペインの旧植民地であるアルゼンチンにもシエスタの習慣が存在する。アルゼンチンのシエスタの時間帯は、基本的に午後1時 - 午後4時である。仕事をするのは午前8時 - 正午と午後4時 - 午後8時が一般的である。ただし、首都ブエノスアイレスの中産階級の職場では執務時間として国際的な午前9時 - 午後5時にしていることが多い。

## シエスタの効用
一般的に人間のサーカディアンリズムは、午前中は上昇、正午頃が最も高く、午後2 - 3時ごろにかけて活性が低下する。午後4時すぎに再び上昇に転じて数時間活性化した後、就寝時間に向けて再び低下、就寝中の深夜2 - 3時に最低となる（健康的な朝型生活の人の場合）。
心身の活性が低い午後の2 - 3時を睡眠時間にあてることは合理的な行動である。この時間帯は交通事故が起こる頻度も上昇する。
午睡の習慣は、中国・インド・ベトナムなどの熱帯・亜熱帯地域や、地中海性気候である地中海沿岸のギリシャ・イタリア・中東・北アフリカでも一般的に見られる。